# صحن (كنيسة)

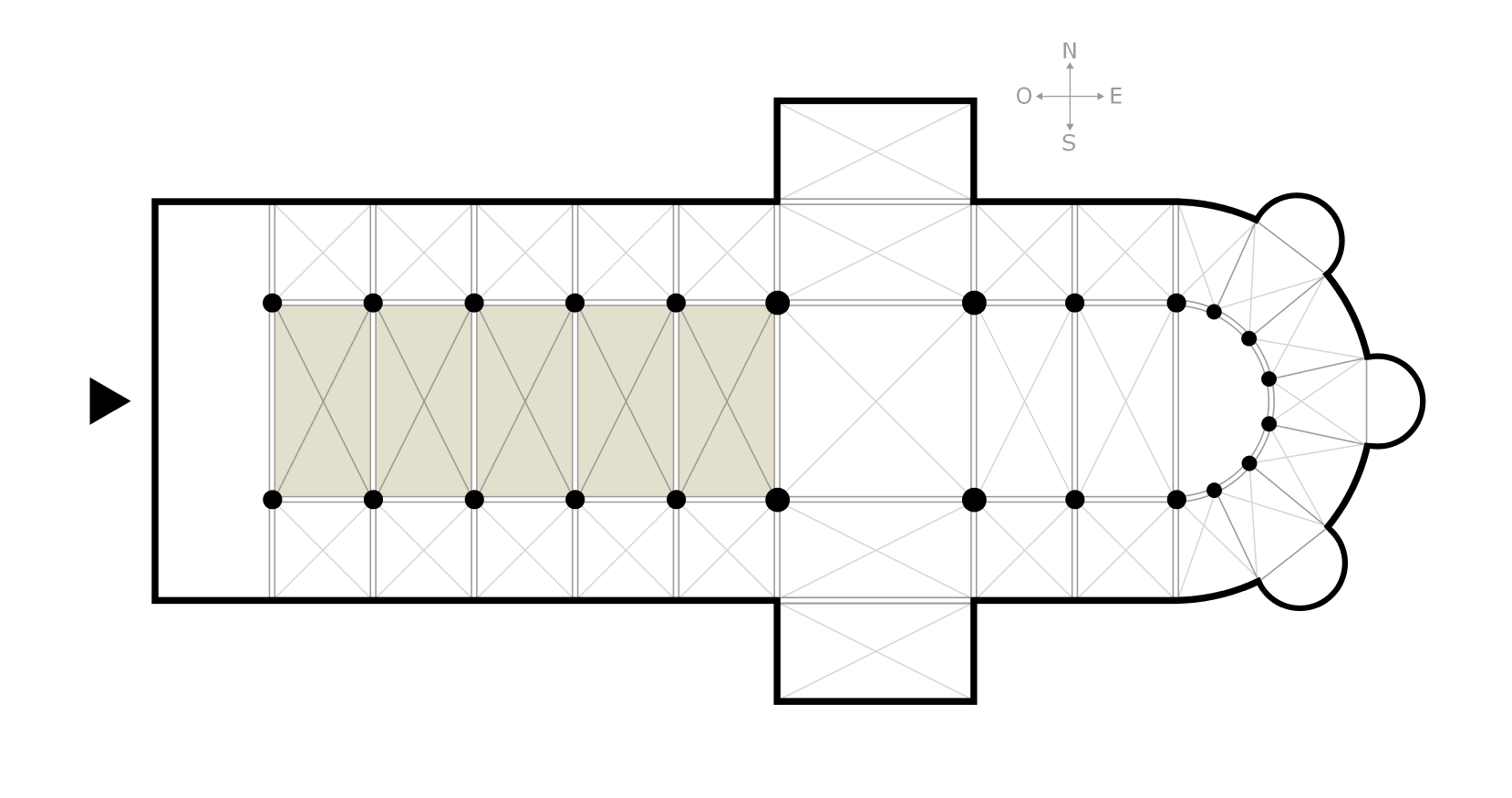
موقع الصحن من الكنيسة

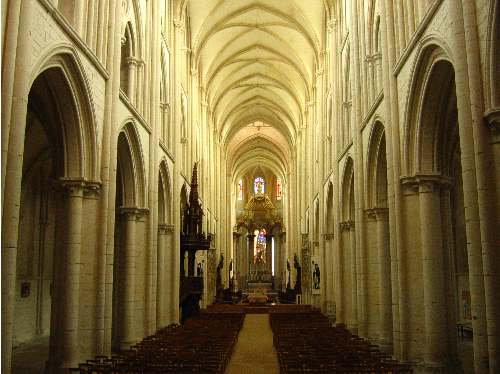
صحن الكنيسة

الصَحْن أو صَحْن الكَنِيسَة (بالإنجليزية: Nave)‏ هي جزء من الكنيسة بين الباب والتصالب.